# Michael zu Salm-Salm
Michael Prinz zu Salm-Salm (* 16. Januar 1953 in Heimerzheim) ist ein deutscher Politiker (CDU) und Unternehmer im Finanzbereich sowie der Land- und Forstwirtschaft. Er ist Vizepräsident der European Landowners’ Organisation (ELO), Präsident der Friends of the Countryside und Ehrenpräsident des Verbandes Deutscher Prädikatsweingüter e. V. (VDP). In verschiedenen Organisationen engagiert er sich für die christliche Ökumene.

## Familie
Michael zu Salm-Salm ist das älteste der acht Kinder von Franz-Karl Prinz zu Salm-Salm (1917–2011) und Maria geb. Freiin von Boeselager (1923–2016). Er heiratete 1977 Philippa geb. Gräfin zu Castell-Castell (* 1952). Mit ihr hat er sechs Kinder und 29 Enkel. Familiensitz ist Schloss Wallhausen (bei Bad Kreuznach). Seine Großeltern waren Franz Emanuel Konstantin Prinz zu Salm-Salm (1876–1965) und Maria Anna geb. Reichsfreiin von und zu Dalberg (1891–1979), die das letzte lebende Familienmitglied der Adelsfamilie von Dalberg auf Wallhausen war. Über die Großmutter gelangte auch die Burgruine Dalberg in den Familienbesitz. Sein zweitjüngster Bruder, der Jurist Franz Prinz zu Salm-Salm (* 1963), ist ebenfalls Waldbesitzer und als passionierter Jäger und Funktionär der Organisation Freie Bauern bekannt.

## Leben
Salm-Salm absolvierte ein Studium der Betriebswirtschaftslehre in Mainz, Freiburg und München, das er als Diplomkaufmann abschloss. Berufliche Erfahrung sammelte er im Finanzwesen bei der Fürstlich Castell’schen Bank, im Weinbau (Fürstlich Castell’sches Domänenamt) sowie in der Land- und Forstwirtschaft im In- und Ausland. Bis 2017 führte er das Weingut Prinz Salm (ehemals Prinz zu Salm-Dalberg’sches Weingut), das älteste deutsche Weingut in Familienbesitz.
1990 gründete er die Salm-Salm & Partner GmbH mit Sitz in Wallhausen, eine Finanzportfolioverwaltung mit einem Schwerpunkt auf Wandelanleihen sowie Investitionen in Land- und Forstwirtschaft. Er setzt sich besonders für Nachhaltigkeit ein und legte im Oktober 2012 mit der Salm-Salm & Partner GmbH einen Wandelanleihen-Fonds auf, der nur Titel aufnimmt, die nach Kriterien bewertet werden, die gemeinsam mit der Nachhaltigkeits-Rating-Agentur oekom research AG definiert wurden, und der an den Nachhaltigkeitskriterien der Principles for Responsible Investment ausgerichtet ist. Er ist Initiator des „Convertible Symposiums“, einer Fachveranstaltung, die sich mit Aspekten und Anlagestrategien für Wandelanleihen auseinandersetzt. Er ist Mitgründer und geschäftsführender Kommanditist der Salm-Boscor GmbH & Co. KG Erste Waldgesellschaft.

## Politische Aktivitäten
Er ist seit 1973 CDU-Mitglied und war von 1997 bis 2001 Vorsitzender des Kreisverbandes in Bad Kreuznach. Mehrfach kandidierte er für den Deutschen Bundestag, protegierte jedoch ab 2001 – nach zwei gescheiterten Bundestagswahlen im Bundestagswahlkreis Kreuznach – Julia Klöckner. Auch wäre er seiner Meinung nach „als Verbandsfunktionär [...] zu häufig in einen Interessenkonflikt geraten.“

## Sonstige Ämter
- 1990–2007: Präsident des Verbandes Deutscher Prädikatsweingüter e. V. (VDP)
- 2000–2010: Präsident der Arbeitsgemeinschaft Deutscher Waldbesitzerverbände e. V.
- 1995–2019: Vorsitzender der Familienbetriebe Land und Forst e.V. (ehem. Arbeitsgemeinschaft der Grundbesitzerverbände)
- 2003–2023: Aufsichtsratsvorsitzender der Volksbank Rhein-Nahe-Hunsrück eG, Bad Kreuznach[10]
- seit 1998: Vizepräsident der European Landowners Organization (ELO)[11]
- seit 2000: Aufsichtsratsvorsitzender der Sektkellerei Schloss Vaux AG[12]
- seit 2002: Mitglied im Stiftungsrat der Deutschen Stiftung Eigentum[13]
- seit 2014: Präsident der Friends of the Countryside[14][15]
- seit 2015: Aufsichtsratsvorsitzender der sozialstation nahe – Ökumenische Sozialstation im Landkreis Bad Kreuznach gGmbH[16]
- seit 2019: Board Member der Rise Foundation[17]

## Ehrungen und Auszeichnungen
- 2004: Bundesverdienstkreuz am Bande
- 2023: Ehrenmedaille der Gemeinde Wallhausen[18]
- 2023: Bundesverdienstkreuz 1. Klasse[19]